# Згода тих, ким керують
У політичній філософії фраза «згода керованих» означає ідею про те, що легітимність і моральне право уряду використовувати державну владу є виправданим і законним лише тоді, коли на це дає згоду народ або суспільство, над яким ця політична влада здійснюється. Згадана теорія згоди історично протиставляється божественному праву королів і часто використовувалася проти легітимності колоніалізму. Стаття 21 Загальної декларації прав людини Організації Об'єднаних Націй 1948 року проголошує, що «воля народу повинна бути основою влади уряду».

## Види згоди

### Одностайна згода
Ключове питання полягає в тому, чи потрібна одностайна згода тих, ким керують; якщо так, то це означатиме право на відокремлення для тих, хто не бажає, щоб ним керував певний колектив. Сьогодні всі демократичні уряди дозволяють приймати рішення навіть всупереч незгоді меншості виборців, що, на думку деяких теоретиків, ставить під сумнів, чи можуть ці уряди правомірно стверджувати, що вони діють за будь-яких обставин за згодою тих, ким вони керують .

### Гіпотетична згода
Теорія гіпотетичної згоди керованих стверджує, що обов'язок підкорятися уряду залежить від того, чи є уряд таким, що на нього треба погоджуватися, або від того, чи погодився б народ, якби його поставили у природний стан без уряду, на такий уряд. Ця теорія була відкинута деякими вченими, які стверджують, що оскільки уряд сам може здійснювати агресію, то створення уряду для захисту народу від агресії було б подібне до того, якби люди, маючи вибір, на яких тварин нападати, обміняли б «тхорів і лисиць на лева», на що вони б не пішли.

### Штучна згода
Як стверджував пропагандист Едвард Бернейс, обговорюючи методи зв'язків з громадськістю, описані в його есе та книзі «Інженерія згоди» (1955), громадськістю можна маніпулювати, використовуючи її підсвідоме бажання віддати свій голос за політичного кандидата. Згода, отримана таким чином, підриває легітимність уряду. Бернейс стверджував, що «основний принцип тут простий, але важливий: якщо думка громадськості має контролювати уряд, то ця думка не повинна контролюватися урядом». 